# Viveca Lindfors (pattinatrice)
Viveca Lindfors (Helsinki, 30 gennaio 1999) è una pattinatrice artistica su ghiaccio finlandese.

## Biografia
Viveca Lindfors ha debuttato a livello senior durante la stagione 2014-15, partecipando alla Warsaw Cup 2014 dove è giunta decima. In seguito ha ottenuto il terzo posto ai campionati nazionali finlandesi. Nel 2016 ha disputato a Bratislava i suoi primi Campionati europei, piazzandosi all'ottavo posto, e poi ha preso parte pure ai Mondiali di Boston classificandosi ventesima. 
Nel corso della stagione 2018-19 si è laureata per la prima volta campionessa nazionale finlandese. Agli Europei di Minsk 2019 ha vinto la medaglia di bronzo, dietro le russe Sof'ja Samodurova e Alina Zagitova, rappresentando la prima finlandese a salire sul podio della competizione dopo il secondo posto ottenuto da Kiira Korpi nel 2012.

## Palmarès
| Campionati mondiali                                              |             |              |             |     | 20ª |     | 16ª |    |
| Campionati europei                                               |             |              |             |     | 8ª  | 23ª | 14ª | 3ª |
| GP Finlandia                                                     |             |              |             |     |     |     |     | 8ª |
| CS Finlandia Trophy                                              |             |              |             |     | 5ª  | 10ª |     | 3ª |
| CS Lombardia Trophy                                              |             |              |             |     |     | 11ª |     | 5ª |
| CS Nebelhorn Trophy                                              |             |              |             |     |     |     | 6ª  |    |
| CS Tallinn Trophy                                                |             |              |             |     | 4ª  | 10ª | 10ª | 3ª |
| CS Warsaw Cup                                                    |             |              |             | 10ª |     |     |     |    |
| Campionato nordico                                               |             |              |             | 3ª  | 2ª  | 6ª  | 1ª  |    |
| Hellmut Seibt Memorial                                           |             |              |             | 4ª  |     |     |     |    |
| International Challenge Cup                                      |             |              |             |     |     |     | 7ª  |    |
| Skate Helena                                                     |             |              |             | 1ª  |     |     |     |    |
| Internazionali: categoria Junior                                 |             |              |             |     |     |     |     |    |
| Campionati mondiali                                              |             |              |             |     | 25ª | 14ª |     |    |
| JGP Croazia                                                      |             |              |             | 18ª |     |     |     |    |
| JGP Lettonia                                                     |             |              |             |     | 11ª |     | 10ª |    |
| JGP Polonia                                                      |             |              |             |     | 9ª  |     |     |    |
| Bavarian Open                                                    | 4ª (novizi) |              |             |     |     |     |     |    |
| Campionati nordici                                               |             |              | 4ª          |     |     |     |     |    |
| Dragon Trophy                                                    |             |              | 1ª          |     |     |     |     |    |
| Skate Helena                                                     |             |              | 1ª          |     |     |     |     |    |
| Triglav Trophy                                                   |             | 3ª (novizi)  |             |     |     |     |     |    |
| Warsaw Cup                                                       |             | 12ª (novizi) |             |     |     |     |     |    |
| Nazionali                                                        |             |              |             |     |     |     |     |    |
| Campionati finlandesi                                            | 9ª (novizi) | 2ª (novizi)  | 3ª (junior) | 3ª  | 4ª  | 3ª  | 2ª  | 1ª |
| GP = Grand Prix; CS = Challenger Series; JGP = Junior Grand Prix |             |              |             |     |     |     |     |    |